# Royal Rumble (1990)
O Royal Rumble 1990 foi o 3º evento anual pay-per-view do Royal Rumble, realizado pela World Wrestling Federation (agora World Wrestling Entertainment). Decorreu a 21 de Janeiro de 1990 no Orlando Arena em Orlando, Flórida.

## Resultados
| #    | Resultados                                                                                             | Estipulações         | Tempos |
| ---- | --- | -------------------- | ------ |
| Dark | Paul Roma derrotou The Brooklyn Brawler.                                                               | Luta individual      | 06:13  |
| 1    | The Bushwhackers (Butch e Luke) derrotaram The Fabulous Rougeaus (Jacques e Raymond) (com Jimmy Hart). | Luta Tag team        | 13:35  |
| 2    | Brutus Beefcake levou The Genius a uma dupla-desqualificação.                                          | Luta individual      | 11:07  |
| 3    | Ronnie Garvin derrotou Greg Valentine (com Jimmy Hart).                                                | Luta "I Quit"        | 16:55  |
| 4    | Jim Duggan derrotou The Big Boss Man (com Slick) por desqualificação.                                  | Luta individual      | 10:26  |
| 5    | Hulk Hogan ganhou o Royal Rumble 1990.                                                                 | 3ª luta Royal Rumble | 58:46  |

## Royal Rumble entradas e eliminações
A new entrant came out approximately every 2 minutes.
| Número | Lutador              | Ordem | Eliminado por                          | Tempo |
| ------ | -------------------- | ----- | -------------------------------------- | ----- |
| 1      | Ted DiBiase          | 18    | Ultimate Warrior                       | 44:47 |
| 2      | Koko B. Ware         | 1     | DiBiase                                | 1:36  |
| 3      | Marty Jannetty       | 2     | DiBiase                                | 1:35  |
| 4      | Jake Roberts         | 3     | Savage                                 | 10:03 |
| 5      | Randy Savage         | 4     | Rhodes                                 | 10:10 |
| 6      | Roddy Piper          | 7     | Brown                                  | 12:20 |
| 7      | The Warlord          | 5     | Andre                                  | 8:16  |
| 8      | Bret Hart            | 9     | Rhodes                                 | 16:18 |
| 9      | Bad News Brown       | 6     | Piper                                  | 6:04  |
| 10     | Dusty Rhodes         | 12    | Earthquake                             | 18:18 |
| 11     | André the Giant      | 10    | Ax e Smash                             | 10:16 |
| 12     | The Red Rooster      | 8     | Andre                                  | 1:58  |
| 13     | Ax                   | 13    | Earthquake                             | 12:50 |
| 14     | Haku                 | 20    | Hogan                                  | 22:31 |
| 15     | Smash                | 16    | Haku                                   | 15:01 |
| 16     | Akeem                | 11    | Snuka                                  | 2:31  |
| 17     | Jimmy Snuka          | 19    | Hogan                                  | 17:03 |
| 18     | Dino Bravo           | 15    | Ultimate Warrior                       | 6:13  |
| 19     | Canadian Earthquake  | 14    | Snuka, Smash, Haku, DiBiase e Neidhart | 2:31  |
| 20     | Jim Neidhart         | 17    | Martel e Ultimate Warrior              | 8:42  |
| 21     | The Ultimate Warrior | 25    | Hogan, Rude e Barbarian                | 14:29 |
| 22     | Rick Martel          | 24    | Ultimate Warrior                       | 8:14  |
| 23     | Tito Santana         | 21    | Martel e Ultimate Warrior              | 5:09  |
| 24     | The Honky Tonk Man   | 22    | Hogan                                  | 4:02  |
| 25     | Hulk Hogan           | -     | Vencedor                               | 12:50 |
| 26     | Shawn Michaels       | 23    | Ultimate Warrior                       | 0:12  |
| 27     | The Barbarian        | 26    | Hercules                               | 5:47  |
| 28     | Rick Rude            | 28    | Perfect                                | 6:29  |
| 29     | Hercules             | 27    | Rude                                   | 3:02  |
| 30     | Mr. Perfect          | 29    | Hogan                                  | 3:32  |

## Outras aparências
| Comentadores - Tony Schiavone - Jesse "The Body" Ventura Árbitros - Danny Davis - Earl Hebner - Joey Marella - Shane McMahon | Entrevistadores - Sean Mooney - Gene Okerlund Outros - Howard Finkel - apresentador de ringue - Tony Garea - supervisor - Pat Patterson - supervisor |